# Greta Gueorguieva
Greta Gueorguieva (en búlgaro: Грета Георгиева; 19 de abril de 1965) es una deportista búlgara que compitió en remo como timonel. Ganó una medalla de bronce en el Campeonato Mundial de Remo de 1983, en la prueba de cuatro scull con timonel.

## Palmarés internacional
| Campeonato Mundial | Campeonato Mundial | Campeonato Mundial | Campeonato Mundial       |
| Año                | Lugar              | Medalla            | Prueba                   |
| ------------------ | ------------------ | ------------------ | ------------------------ |
| 1983               | Duisburgo (RFA)    | Medalla de bronce  | Cuatro scull con timonel |